# لويس رستو
لويس رستو (11 يونيو 1955 -) ملاكم بورتريكي سابق، فاز لويس رستو على الملاكم الأميركي بيلي كولينز عام 1983 في عشر جولات، ولكن في نهاية الجولة مدرب بيلي كولينز ووالدة تحقق من قفازات لويس ووجد بأن القفازات غير قانونية وقدم طلب إلى لجنة نيويورك الرياضية ومن خلال التحقيقات تبين أن رستو أزال الحشو الأصلي للقفازات ووضع بدلاً منها طباشير لتصبح أقوى مما تسبب باضرار بليغة على بيلي كولينز وسبب له تمزق قزحية العين، مات بيلي كولينز بعد أشهر بحادث سير وكان مخمور وتكهن البعض بأنها كانت محاولة انتحار.